# Loučenský potok
Loučenský potok je malý vodní tok v okresech Most a Teplice, který stéká úbočím Krušných hor do Mostecké pánve.

## Průběh toku
Pramení jihozápadně od Dlouhé Louky na jižním svahu Vlčí hory, odkud prudce klesá Loučenským údolím a protéká Loučnou. Pokračuje dál k jihu, východně od Lomu se stáčí k severovýchodu a umělým korytem ústí do Klášterského potoka, který se však dále označuje jako Loučenský. Na jihu míjí Duchcov a mezi Lahoštěm a vodní nádrží Všechlapy se vlévá do Bouřlivce. Větším levostranným přítokem je Osecký potok.

## Charakteristika
Délka původního koryta byla 7,7 km, plocha povodí měřila 11,5 km² a průměrný průtok v ústí byl 0,16 m³/s. Po úpravách toku měří Loučenský potok od pramene k ústí do Bouřlivce 14,67 km. V povodí, jehož rozloha dosahuje 47,32 km², se nachází 35,7 ha vodních ploch, z nichž největší je nádrž Leontýna (5 ha) a Kravský rybník (2,8 ha).